# Let There Be Rock (chanson)
Pour les articles homonymes, voir Let There Be Rock (homonymie).
Singles de AC/DC
Dog Eat Dog
(1977) Whole Lotta Rosie
(1978)
Let There Be Rock est une chanson du groupe de hard rock australien AC/DC, parue en 1977 sur l'album du même nom, et sortie la même année en single, avec Problem Child en face B.

## Historique
Les paroles parodient la Genèse, relatant la naissance du rock 'n' roll au milieu des années 1950 (« In the beginning / Back in 1955 », faisant parallèlement allusion à l'année de naissance du guitariste Angus Young) comme un acte de création divine (ou tout au moins une prophétie autoréalisatrice). Il est également fait allusion à la chanson Roll over Beethoven de Chuck Berry (« But Tchaikovsky had the news » faisant référence à « Roll over Beethoven and tell Tchaikovsky the news »).
C'est un des morceaux les plus longs du groupe, comportant plusieurs passages en forme de jam instrumental, et encore allongé sur les enregistrements en concert par des improvisations à la guitare d'Angus Young. Ainsi, la version figurant sur l'album AC/DC Live sorti en 1991 a une durée de 12:17, et celle figurant sur l'album Live at River Plate sorti en 2012 a une durée de 18:05.